# Raderbroich
Raderbroich (sprich: Raderbrooch) ist ein zwischen Herzbroich und Kleinenbroich gelegener Ortsteil von Korschenbroich im nordrhein-westfälischen Rhein-Kreis Neuss. Der kleine Ort mit 755 Einwohnern erstreckt sich auf nördlicher Seite entlang der Kreisstraße K 23. Nördlich der Bebauung schließen sich der Fluitbach, ein Nebenbach des Trietbachs, und der Raderbroicher Busch an.
Die nächste Anschlussstelle ist Mönchengladbach-Ost auf der A 44. Die nächste Bahnstation ist Korschenbroich an der S 8 (Mönchengladbach – Neuss – Düsseldorf – Hagen).

## Weblink
- Artikel über die Grundwassersenkung in Raderbroich

Koordinaten: 51° 12′ N, 6° 32′ O